# Steen Secher
Steen Secher, född den 9 april 1959 i Torsted, är en dansk seglare.
Han tog OS-guld i soling i samband med de olympiska seglingstävlingarna 1992 i Barcelona.